# كولن غريغسون
كولن غريغسون (بالإنجليزية: Colin Gregson)‏ هو لاعب كرة قدم بريطاني في مركز الوسط، ولد في 19 يناير 1958 في نيوكاسل أبون تاين في المملكة المتحدة. لعب مع بيرويك راينجرز وشيفيلد وينزداي ونادي بيتربورو يونايتد ووست بروميتش ألبيون.